# Kristall

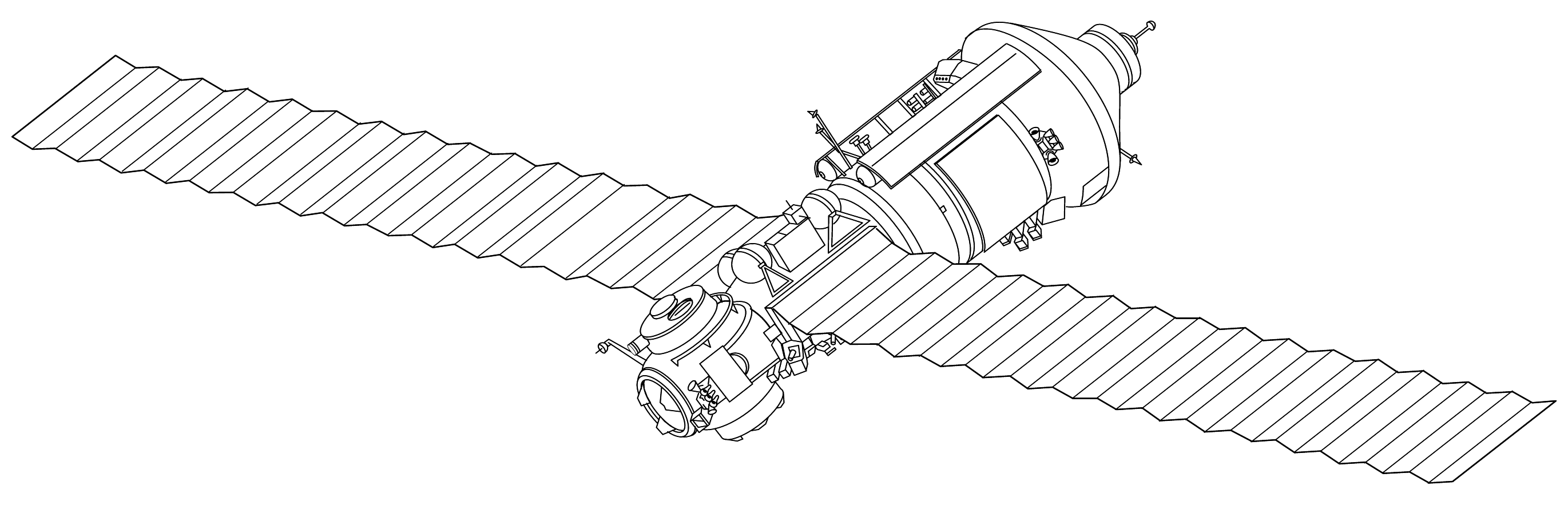
Kristall

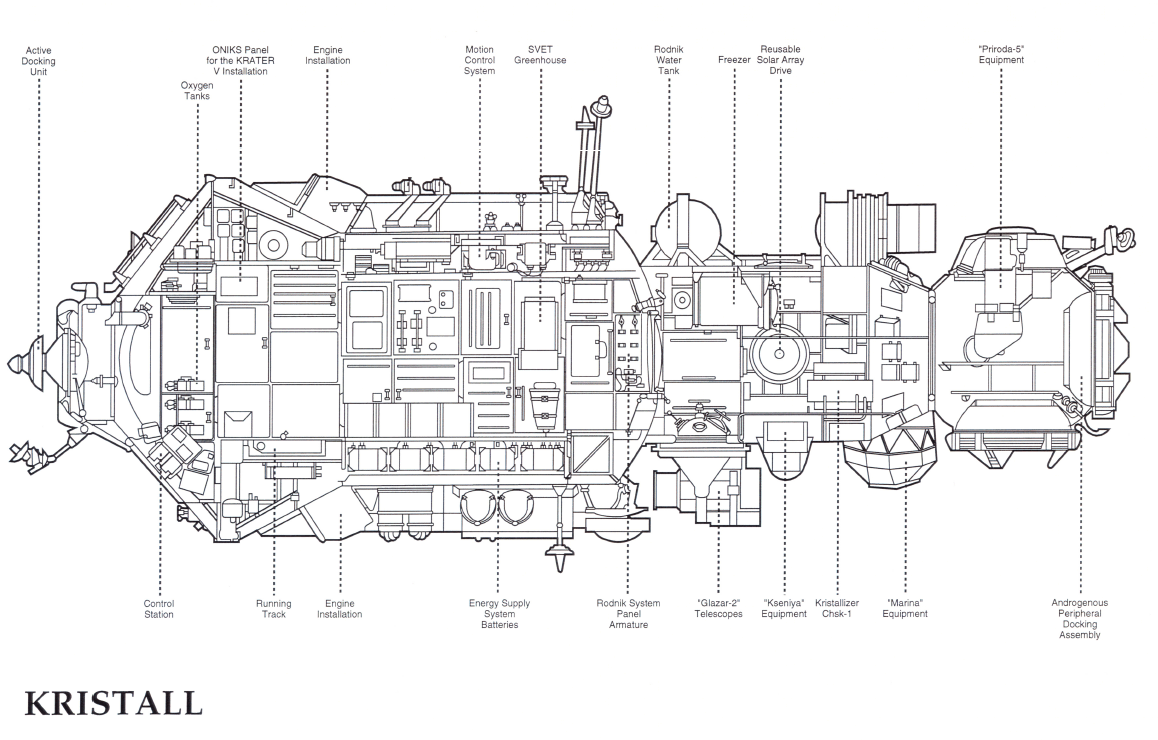
Spaccato del Kristall

Kristall (russo: Кристалл; cristallo) (77KST, TsM-T, 11F77T) fu il quarto modulo della Mir, quarta aggiunta al modulo principale e la terza maggior aggiunta alla stazione. Come per i precedenti, la sua configurazione era basata sul modulo 77K (TKS), e in origine era conosciuto come "Kvant-3". Fu lanciato il 31 maggio 1990 a bordo di un razzo Proton e si agganciò automaticamente alla Mir il 10 giugno.

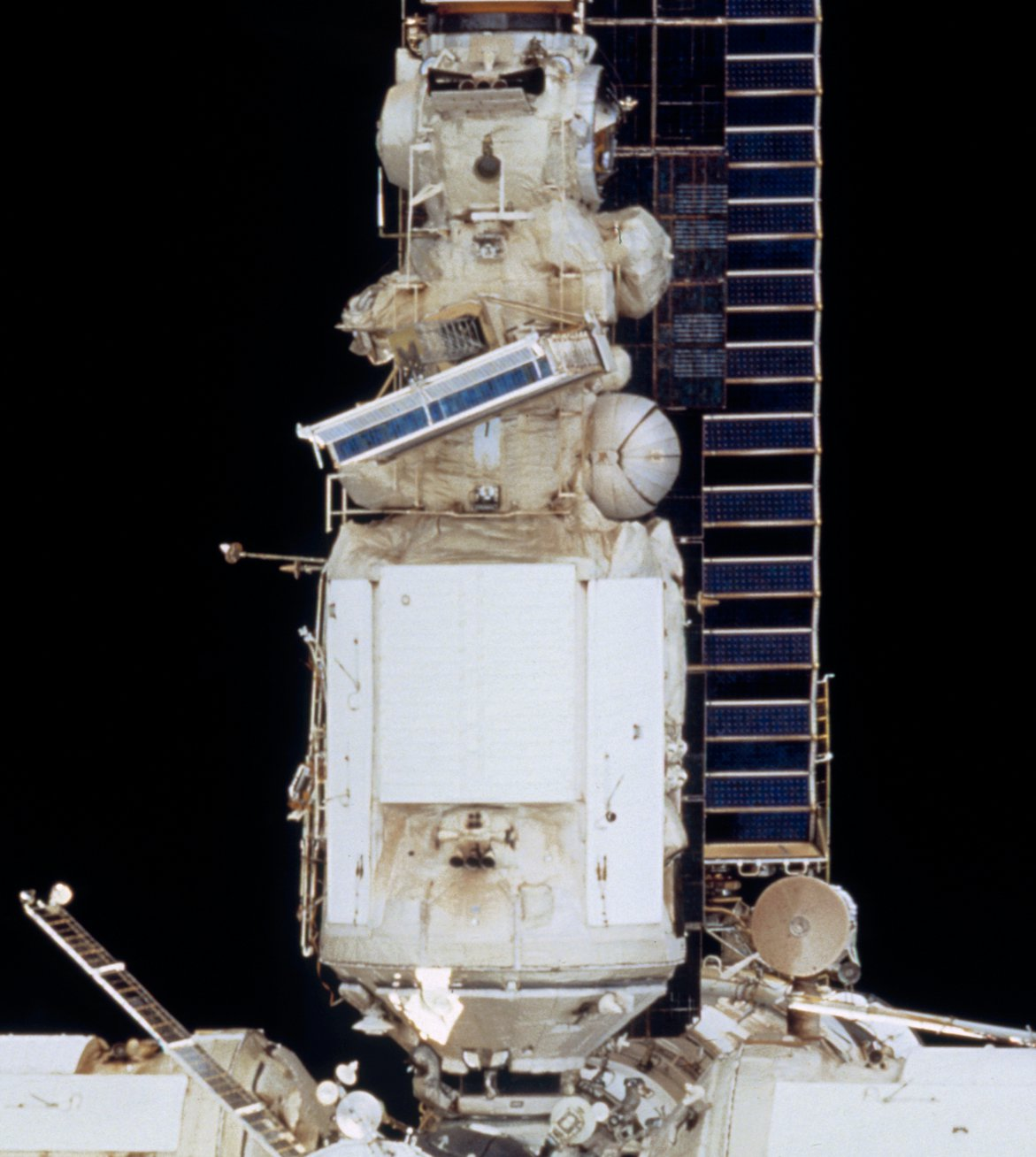